# Cheumatopsyche suteri
Cheumatopsyche suteri là một loài Trichoptera trong họ Hydropsychidae. Chúng phân bố ở miền Australasia.